# Clare Mackintosh
Pour les articles homonymes, voir Mackintosh.
Clare Mackintosh est une femme de lettres britannique, auteure de thriller psychologique.

## Biographie
De 1995 à 1999, elle fait des études au Royal Holloway, où elle obtient un diplôme en management. Pendant ses études, elle travaille pendant une année comme secrétaire bilingue à Paris. Une fois ses études complétées, elle entre dans la police britannique. Elle abandonne son poste de commandant en 2011, après douze ans de service, pour devenir journaliste indépendante et consultante en médias sociaux.
En 2014, elle publie son premier roman, Te laisser partir (I Let You Go), grâce auquel elle est lauréate en 2016 du Theakston's Old Peculier Crime Novel of the Year Award (en) et du prix du meilleur roman international au Festival Polar de Cognac en 2016.

## Œuvre

### Romans

#### SérieFiona Morgan
- The Last Party (2022) Publié en français sous le titre Dernière Fête, Paris, Marabout, 2023
- A Game of Lies (2024) Publié en français sous le titre Jeu de menteurs, Paris, Marabout, 2024
- Other People’s Houses (2025)

#### Autres romans
- I Let You Go (2014) Publié en français sous le titre Te laisser partir, Paris, Marabout, coll. « Fiction - Marabooks GF » (2016)  (ISBN 978-2-501-09633-1), réédition, Paris, LGF, Le Livre de Poche no 34412 (2017)  (ISBN 978-2-253-08672-7)
- I See You (2016) Publié en français sous le titre Je te vois, Paris, Marabout, coll. « Fiction - Marabooks GF » (2017)  (ISBN 978-2-501-11451-6)
- Let Me Lie (2018) Publié en français sous le titre Laisse-moi en paix, Paris, Marabout, coll. « Fiction - Marabooks GF » (2018)  (ISBN 978-2-501-12264-1)
- After the end (2019) Publié en français sous le titre Le Choix de revivre, Paris, Marabout, coll. « Fiction - Marabooks GF » (2020)  (ISBN 978-2-501-12264-1)
- A Cotswold Family Life (Sphere, 2019)
- The Understudy (Hodder, 2019) (with Holly Brown, Sophie Hannah, and B A Paris)
- The Donor (Sphere, 2020)
- Hostage (Sphere, 2021) Publié en français sous le titre Otages, Paris, Livre de Poche, (2022)  (ISBN 978-2253937845)

### Nouvelle
- Monsters (2020)

## Prix et distinctions
- Theakston's Old Peculier Crime Novel of the Year Award (en) 2016 pour I Let You Go[2]
- Festival Polar de Cognac 2016 : meilleur roman international pour Te laisser partir[3]
- Prix Dagger de la meilleure nouvelle 2021 pour Monsters[4]